# Stanislav Konopásek
Stanislav Konopásek (18. dubna 1923 Hořovice – 6. března 2008 Praha) byl český hokejista, levý křídelní útočník. Po skončení aktivní hráčské kariéry se stal trenérem. Je členem Síně slávy českého hokeje.

## Hráčská kariéra
Během aktivní hráčské kariéry hrál postupně za kluby LTC Praha (1935–1950), Tatru Smíchov (1955–1956), Spartu Praha (1956–1962) a Motorlet Praha (1962–1963). Nejvyšší ligovou soutěž hrál od roku 1940, odehrál kolem 130 utkání a nastřílel 92 gólů. Třikrát získal titul mistra ČSR.
Reprezentoval 50krát, za reprezentační mužstvo nastřílel 69 gólů. Nosil dres s číslem 5. Zúčastnil se mistrovství světa v letech 1947 a 1949, kdy získal tituly mistra světa (historicky první dva tituly pro Československo, na MS 1949 střelec rozhodujícího gólu v zápase s Kanadou). Startoval také na Zimních olympijských hrách 1948, odkud si československý tým odvezl stříbrné medaile.
Komunistický režim násilně přerušil jeho hráčskou kariéru, když ho v roce 1950 odsoudil na 12 let odnětí svobody ve vykonstruovaném soudnímu procesu za velezradu. Propuštěn byl po pěti letech věznění a práce v uranových dolech na Příbramsku v roce 1955.

## Trenérská kariéra
Trénoval Motorlet Praha (1963–1965), GKS Katowice (1965–1968) a Spartu Praha (1968–1973).

## Další činnost
V roce 2003 se podílel na dokumentu České televize Hokej v srdci - Srdce v hokeji.
V roce 2007 vydala Česká televize knihu Stanislav Konopásek: Hráč, který přežil. Vyprávění Stanislava Konopáska v ní zpracovali David Lukšů a Aleš Palán.